# Vai (Ethnie)

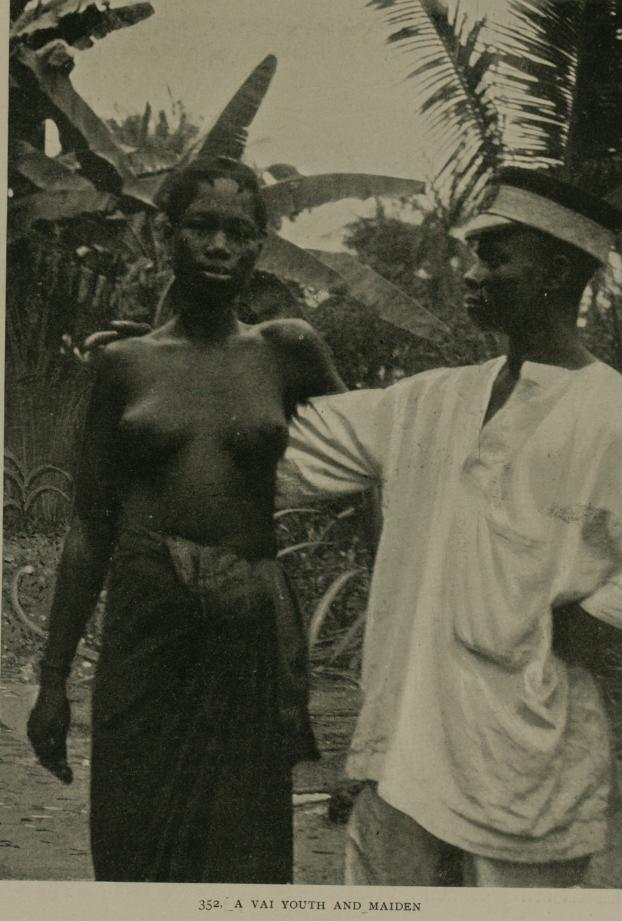
Vai-Angehörige

Die Vai sind eine Ethnie, die in den westafrikanischen Ländern Liberia und Sierra Leone ansässig ist. In Sierra Leone leben (Stand 2015) nur etwa 1200 Vai.
Sie sind für ihr Silbenschriftsystem – die Vai-Schrift – bekannt, die in den 1820ern entwickelt wurde und im Laufe des 19. Jahrhunderts weite Verbreitung fand, bis ihre Bedeutung im 20. Jahrhundert sank. Die Sprache der Vai ist die Mande-Sprache Vai.

## Bekannte Vai
- Momolu Massaquoi (1870–1938), Vai-König und erster liberianischer Generalkonsul in Hamburg. Der US-amerikanische Journalist und Schriftsteller Hans-Jürgen Massaquoi ist sein Enkel.
- Der Schriftsteller Ernst Jünger war ein Ehrenhäuptling der Vai in Liberia.[2]